# 拉库尔泰特
拉库尔泰特（法語：La Courtète，法語發音：[kuʁtɛt] ⓘ）是法国奥德省的一个市镇，属于利穆区。

## 地理
拉库尔泰特（43°8'47"N, 2°2'37"E）面积5.47 平方千米，位于法国奧克西塔尼大區奥德省，该省份为法国南部沿海省份，北起塔恩省，西北接上加龙省，西接阿列日省，南至东比利牛斯省，东临地中海，东北与埃罗省接壤。
与拉库尔泰特接壤的市镇（或旧市镇、城区）包括：弗努耶迪拉泽斯、乌努、马兹罗勒迪拉泽斯、蒙格拉达伊。

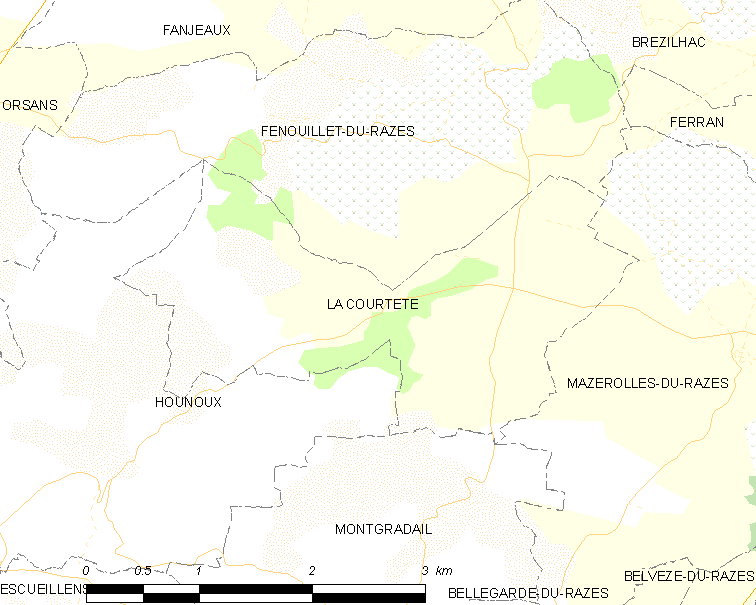
拉库尔泰特的OSM定位图

拉库尔泰特的时区为UTC+01:00、UTC+02:00（夏令时）。

## 行政
拉库尔泰特的邮政编码为11240，INSEE市镇编码为11108。

## 政治
拉库尔泰特所属的省级选区为拉皮耶日欧拉泽斯县。

## 人口

1962-2008年间拉库尔泰特人口变化图示

拉库尔泰特于2022年1月1日时的人口数量为48人。